# Policko-Góry
Policko-Góry – osada w Polsce położona w województwie wielkopolskim, w powiecie słupeckim, w gminie Lądek.
Zobacz też: Policko